# Jacques Rothmuller

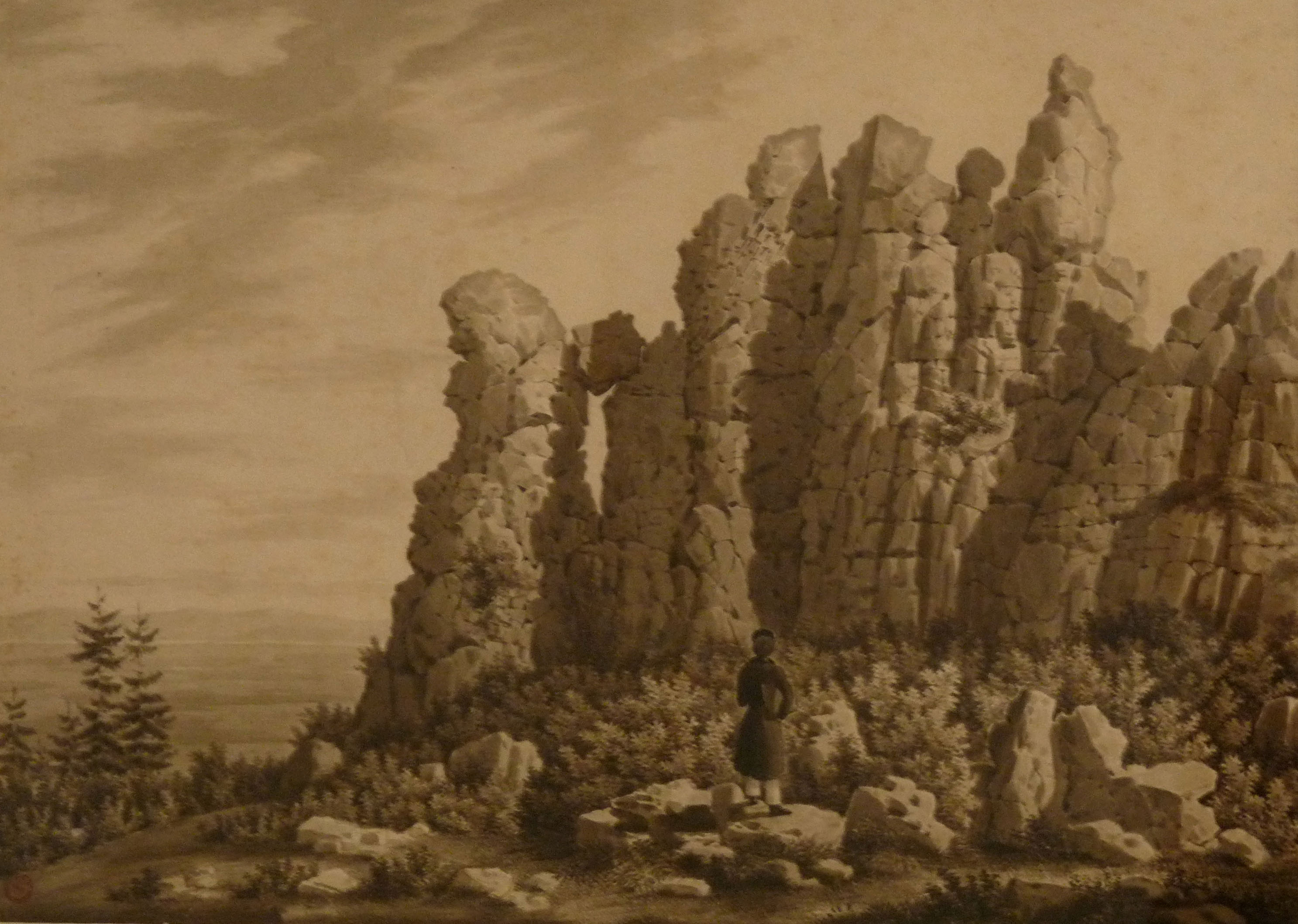
Le Schlüsselstein près Bergheim (vers 1839)

Jacques Rothmuller, né au Ladhof dans la banlieue de Colmar le 29 décembre 1804 et mort dans la même ville le 10 février 1862, est un peintre et lithographe français.

## Biographie et œuvre
Jacques Rothmuller naît au Ladhof dans la banlieue de Colmar le 29 décembre 1804.
Il est principalement connu pour ses vues romantiques qui illustrent l’ouvrage intitulé Vues pittoresques des châteaux, monuments et sites remarquables de l'Alsace publié à Colmar en 1839 par Hahn et Vix. La première moitié du XIXe siècle connaît une explosion littéraire et artistique romantique, un courant qui puise en partie son inspiration dans les paysages rhénans et leurs ruines pittoresques. Jacques Rothmuller bénéficie de cette vogue et devient rapidement un artiste très populaire en Alsace.
Son attrait pour les ruines alsaciennes se déclare très tôt, on a de lui des dessins d’enfant les représentant. À 16 ans, il fut remarqué par Golbéry qui lui confia la mission de dessiner les principaux monuments d'Alsace pour répondre, dans un esprit proche de celui des Voyages pittoresques de Taylor et Nodier à une commande de l'Institut de France. Ce travail aboutira au recueil intitulé Antiquités de l'Alsace (1824-28).
Il travaille d’après nature et parcourt l’Alsace et les Vosges sans relâche pour rapporter des croquis qu’il reproduit sur la pierre de retour à Colmar, suivant la toute nouvelle technique de la lithographie, particulièrement adaptée aux paysages et qu’il maîtrise habilement. À l’instar d’un Léo Drouyn pour la Guyenne, Rothmuller acquiert une parfaite connaissance du terrain et participe activement à la redécouverte des trésors monumentaux alsaciens par les Français mais aussi souvent par les Alsaciens eux-mêmes.
S'il collabore à de nombreux ouvrages dont il assure l’illustration, en particulier entre 1823 et 1831 pour les ateliers de Godefroy Engelmann à Mulhouse (outre les Antiquités de l'Alsace éditées par Engelmann, il collabora aux Manufactures du Haut-Rhin en remplacement de Jean Mieg) ou entre 1837 et 1839 pour l'Album alsacien, il n’a publié qu’un album de son vivant : Vues pittoresques des châteaux, monuments et sites remarquables de l’Alsace (Hahn et Vix, Colmar, 1836-39). Un second ouvrage, le Musée pittoresque et historique de l’Alsace paraîtra à titre posthume en 1863.
La ville de Saverne conserve un fonds important des croquis et lithographies de Jacques Rothmuller qui a fait l’objet d’une exposition en 2007.
Jacques Rothmuller meurt à Colmar le 10 février 1862.